# Hoya rhodostele
Hoya rhodostele är en oleanderväxtart som beskrevs av Henry Nicholas Ridley. Hoya rhodostele ingår i släktet Hoya och familjen oleanderväxter. Inga underarter finns listade i Catalogue of Life.